# Propoli

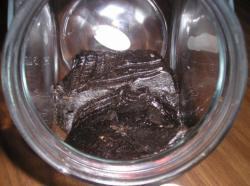
Propoli

La pròpoli (altre volte chiamata "il pròpoli", ma comunque invariante al maschile) è una sostanza resinosa che le api raccolgono dalle gemme e dalla corteccia delle piante. È quindi di origine prettamente vegetale anche se le api dopo il raccolto la elaborano aggiungendo cera, polline ed enzimi prodotti dal loro stesso organismo. Il colore può variare moltissimo rimanendo nelle tonalità del giallo, rosso, marrone e nero. L'odore è fortemente aromatico e dipende dalla pianta da cui viene attinta. La raccolta della propoli è possibile solo in giornate soleggiate e sufficientemente calde, così da permettere alle api di staccare dai rami degli alberi pezzetti di resina che diventa più malleabile.

## Etimologia
Il nome deriva dal greco πρόπολις, composto da πρό pró "davanti" e πόλις pólis "città", ovvero «davanti alla città», arrivato in italiano attraverso il latino propŏlis. In senso figurato tale parola significa "difensore della città". Il termine fu usato da Aristotele e da Plinio il Vecchio nella sua Naturalis historia per indicare la resina trattata dalle api; queste ultime, difatti, la utilizzano per difendere la loro città (l'alveare) dai pericoli che possono minacciarla, quali le malattie ed i predatori.

## Origine

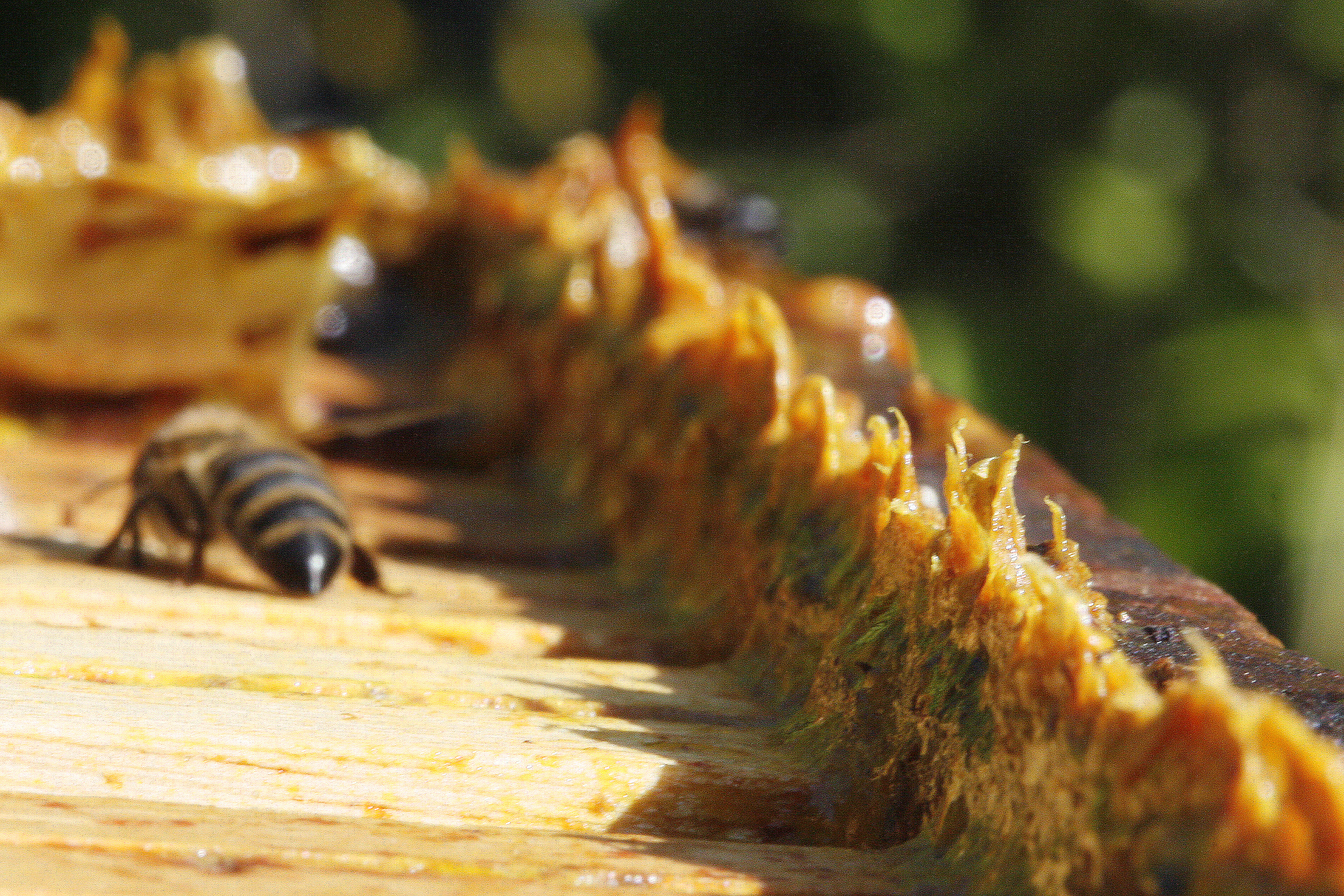
Propoli in un alveare

Esistono diverse teorie sull'origine della propoli. La più accreditata attualmente è quella formulata da Rosch, che ha osservato le api raccogliere le resine dagli alberi con le mandibole per poi lavorarle con le zampe anteriori, mediane e posteriori fino a condurle nella borsa pollinica di quest'ultimo paio di zampe. Per evitare di imbrattarsi, l'ape produce enzimi specifici e rigurgita polline, impastando il tutto in pallottole più piccole rispetto a quelle di solo polline. Sia la raccolta sia le operazioni per liberarsi del carico, eseguite con l'aiuto di altre api una volta che la bottinatrice rientra nell'alveare, richiedono diverse ore di lavoro. 
Tra i generi vegetali più produttivi da questo punto di vista, alle nostre latitudini si annoverano pioppi (Populus  spp), salici (Salix spp), betulle (Betula spp), ontani (Alnus spp), nocciolo (Corylus avellana), querce (Quercus spp), faggio (Fagus sylvatica), ippocastano (Aesculus hippocastanum), frassini (Fraxinus spp), pini (Pinus spp), abeti (Abies spp), pruni (Prunus spp).  La teoria che ipotizza un'origine della propoli interna all'alveare è meno accreditata in quanto non è stata ancora dimostrata.

## Composizione
È impossibile definire la composizione esatta e universalmente valida della propoli, in quanto essa è estremamente variabile a seconda della vegetazione di origine, della stagione e di molti altri fattori. Nel corso di numerosi studi su propoli di varia origine sono stati identificati più di 150 diversi composti biochimici e altri ne vengono scoperti ancora oggi.
Per semplificare, possiamo suddividere i principali componenti in cinque grandi gruppi:
- resine (45-55%),
- cera e acidi grassi (25-35%),
- oli essenziali e sostanze volatili (10%),
- polline (5%)
- composti organici e minerali (5%)

Entrando in dettaglio, tra le componenti di maggiore interesse possiamo citare:
- Minerali: Mg, Ca, I, K, Na, Cu, Zn, Mn e Fe.
- Vitamine: B1 (tiamina),  B2 (riboflavina), B6 (piridossina), C (acido ascorbico), E (tocoferolo), P (flavonoidi).
- Enzimi: succinato deidrogenasi, glucosio 6-fosfatasi, fosfatasi acida.
- Acidi: acido caffeico feniletilestere (CAPE) contenuto nelle resine e nei composti organici, fenolo, adenosintrifosfato (ATP)
  - Derivati dell'acido benzoico: acido gentisico, acido salicilico, acido protocatechico, acido-3-ossibenzoico, acido-4-ossibenzoico, acido gallico, acido-4-metossibenzoico
  - Derivati dell'acido cinnamico: acido caffeico, acido ferulico, acido isoferulico, acido idrocaffeico, acido p-cumarico, acido o-cumarico, acido m-cumarico
- Cumarine: cumarina, esculetina, scopoletina
- Alcoli: alcol benzilico, alcol cinnamilico, alcol feniletilico, alcol pentenilico, alcol 3,5-dimedossibenzilico
- Aldeidi: vanillina, isovanillina, aldeide cinnamica
- Flavonoidi[5][6]
  - flavoni: 5-idross-7,4'-dimetossiflavone, acacetina, apigenina-dimetiletere 7,4’, crisina, pectolinarigenina, tettocrisina
  - flavonoli: 3,5-diidrossi-7,4'-dimetossiflavone, betuletolo, ermanina, galangina, isalpinina, isoramnetina, kaempferide, kaempferolo, quercetin-3,3'-dimetiletere, quercetina, ramnazina, ramnetina, ramnocitrina
  - flavanoni: 5-idrossi-7,4'-dimetossiflavanone, isosakuranetina, pinocembrina, pinostrobina, sakuranetina
  - diidroflavonoli: pinobaksina, pinobanksina-3-acetato
- Terpeni sono contenuti nelle resine e negli oli essenziali e conferiscono il caratteristico odore al propoli
  - Idrocarburi: cariofillene, α-guaiene, β-selinene
  - Alcoli sesquiterpenici: β-eudesmolo, guaiolo
- Amminoacidi
- Acidi grassi
- Chetoni
- Varie: steroli, polisaccaridi, lattoni

### I flavonoidi
Particolare menzione merita il gruppo dei flavonoidi che sono contenuti nella propoli in grande quantità (fino al 20% del peso). L'ape modifica la struttura dei flavonoidi, originariamente presenti nelle piante, togliendo gli zuccheri presenti nel composto organico grazie agli enzimi prodotti dalle sue ghiandole salivari.

## Raccolta e produzione
La propoli si può produrre in due modi radicalmente differenti. La raccolta naturale consiste nel rimuovere con un apposito raschietto tutta la propoli che le api hanno depositato in giro per l'alveare. L'operazione, detta raschiatura, permette di ottenere quantitativi moderati di scarsa qualità, poiché vengono inglobati anche pezzetti di legno, resti di api morte, cera e altre impurità. Pertanto il metodo è inadeguato per obiettivi commerciali e può essere adottato per uso familiare o artigianale. La raccolta artificiale, invece, viene praticata con vari metodi e strumenti sperimentati dagli apicoltori nel tempo, che permettono di ottenere propoli in quantità e qualità adatta agli usi commerciali.

## Utilizzo

### Da parte dell'ape
Le api usano la propoli per irrobustire i favi, creando sui bordi delle cellette una specie di rete che le rinforza, e per rivestire le pareti interne delle celle utilizzate per la deposizione delle uova e l'allevamento delle larve. Viene adoperata anche per sigillare l'arnia, chiudendo tutte le piccole fessure comunicanti con l'esterno e gli spazi interni che non consentono il passaggio delle api (spazio d'ape), per rivestire, mummificandoli, i cadaveri di api e predatori morti all'interno dell'alveare che le api non riescono ad espellere, per costruire barriere di difesa e, molto importante, per ridurre alla giusta misura il foro di volo, specie in vista dell'inverno.
In sintesi la propoli viene utilizzata insieme alla cera come materiale da costruzione, come isolante e come rivestimento protettivo per tutte le superfici interne. Dal punto di vista sanitario la propoli svolge le funzioni di batteriostatico.

### Da parte dell'uomo
È molto probabile che presso gli Egizi la propoli fosse una delle sostanze usate per la mummificazione (la "resina" citata nelle fonti storiche). Più tardi è stata sfruttata come vernice per strumenti musicali dai maestri liutai, il più famoso dei quali è Antonio Stradivari.
La propoli viene impiegata in apiterapia, disciplina ancora relegata ad un ruolo di secondo piano all'interno delle medicine alternative, anche se negli ultimi anni si sono moltiplicati gli studi medico scientifici.
Viene adoperata nella produzione di caramelle e, in soluzione alcolica, contro il mal di gola e le infezioni orali.
In virtù delle numerose proprietà benefiche, prodotti a base di propoli sono ammessi anche in agricoltura per la difesa delle colture, in particolare come:
- antisettico: contenimento in modo naturale di vermi (antielmintico), batteri (antibiotico) e funghi (antimicotico), accentuazione delle auto-difese delle piante, riduzione della formazione delle gommosi fisiologiche delle drupacee;
- protettivo: formazione di una pellicola cerosa idrorepellente di difesa sulla superficie dei frutti che ostacola lo sviluppo dei patogeni;
- cicatrizzante: rapido asciugamento e cicatrizzazione delle ferite provocate da tagli di potatura, eventi climatici (grandine, vento, ecc.), punture di insetti;
- attrattivo per le api: la caratteristica profumazione attrae gli insetti impollinanti favorendo una naturale fecondazione del fiore (la presenza di boro stimola l'allungamento del budello pollinico).

Le medicine tradizionali hanno attribuito alla propoli varie proprietà, che sono tuttora in via di accertamento attraverso alcuni studi scientifico-sperimentali (cfr. le ricerche citate alla singole voci):
- antibiotiche[8][9](batteriostatiche e battericide)
- antinfiammatorie[10]
- antimicotiche
- antiossidanti[11] ed anti-irrancidenti
- antivirali[12]
- anestetiche[13]
- riepitilizzanti e cicatrizzanti
- antisettiche
- immunostimolanti
- vasoprotettive